# Malawi (jezero)
Malawi nebo Ňasa (standardizováno v 70. letech 20. stol. jako Njasa)[zdroj?] (anglicky Lake Malawi, portugalsky Lago Niassa, svahilsky Nyasa) je jezero v Africe na hranicích Mosambiku, Tanzanie a Malawi. Nachází se ve zlomové propadlině. Má rozlohu 29 604 km². Dosahuje maximální hloubky 700 m. Leží v nadmořské výšce 472 m. V roce 1984 bylo 0,02% plochy jezera zapsáno do světového dědictví UNESCO (národní park Jezero Malawi). Jméno Ňasa/Njasa bylo užíváno do roku 1964, kdy se postupně v textech začalo objevovat jedno z endonym - Malawi, jako důsledek změny jména Ňaska na Malawi.

## Pobřeží
Břehy jsou srázné a skalnaté, vysoké zvlášť na severu a severovýchodě. Jižní část kotliny leží v široké propadlině. Břehy jsou zde obklopeny úzkým pruhem pobřežní roviny.

## Dno
V severní části, kde je jezero nejhlubší, sahá hluboko pod úroveň moře.

## Ostrovy
Na jezeře jsou ostrovy Likoma a Chizumulu. Ostrovy Likoma a Chimuzulu na j. Malawi jsou exklávy obklopené teritoriálními vodami Mosambiku; Tanzanie požaduje změnu průběhu hranice jezerem a nárokuje si dva malé ostrovy Lundo a Mbambo.

## Vodní režim

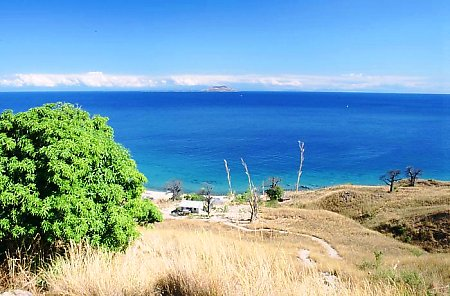
Jezero Malawi, pohled z ostrova Likoma

Průměrný roční příbytek vody do jezera (přítok řek (Ruhuhu) a srážky) činí přibližně 72 km³. Vypařovaní představuje úbytek 66 km³ a zbytek odtéká řekou Shire, která ústí do řeky Zambezi. Sezónní kolísání hladiny dosahuje 1 m. Kromě sezónních se ještě vyskytují dlouhodobá kolísání úrovně hladiny. Ta jsou způsobena kolísáním srážek a vytvářením a rušením mělčin v místech odtoku řeky Shire. Charakteristické jsou silné bouře a příboj u srázných břehů.

## Fauna a flóra

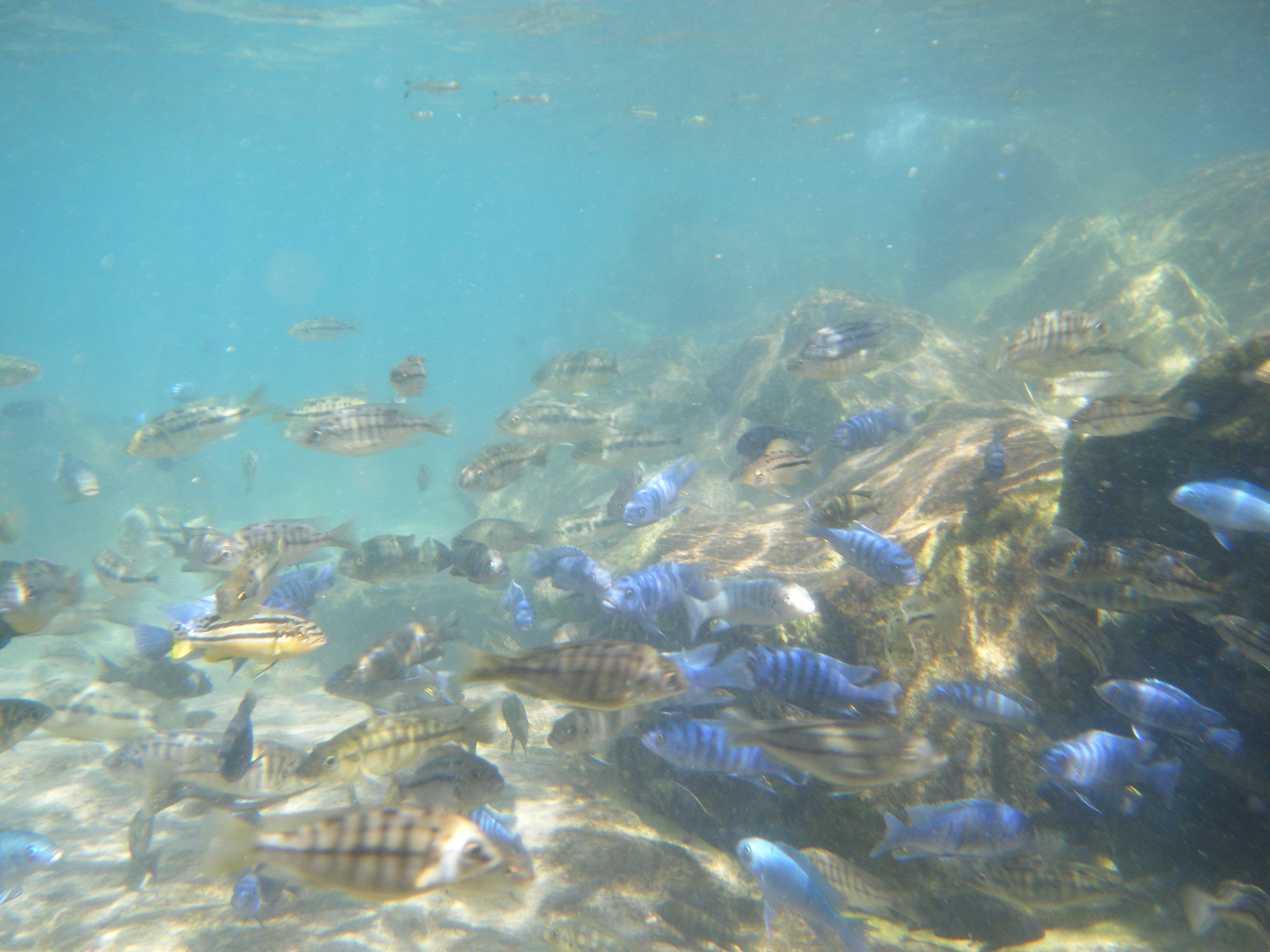
Endemické cichlidy ve vodách jezera

Jezero je bohaté na ryby (přibližně 880 druhů a mnohé čekají na vědecké popsání), k zvláštnostem patří, podobně jako v jezeře Tanganika, endemičtí tlamovci. Vyskytují se zde krokodýli, hroši a mnoho vodního ptactva.

## Využití

### Osídlení pobřeží

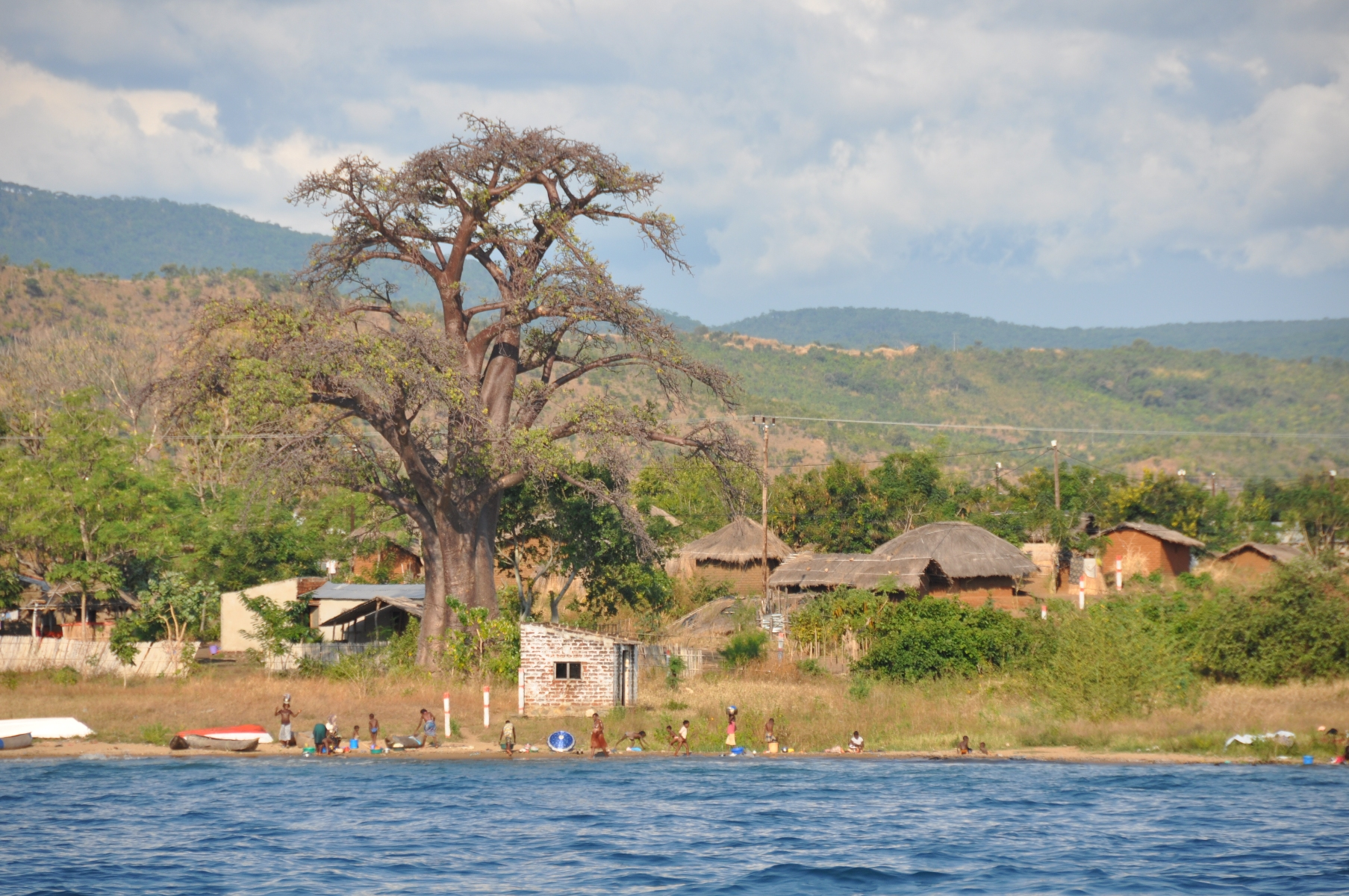
Vesnice na břehu jezera

Na břehu leží přístavy Čipoka, Nkota-kota, Karonga, Bandave, Monki-Bej (Malawi), Mvaja, Mbamba-Bej (Tanzanie), Cobue a Metangula (Mosambik).

### Lodní doprava
Na jezeře je rozvinutá místní lodní doprava. Není snadná a tak se pasažéři přepravují jen ve dne.

## Historie
Jezero objevil David Livingstone v r. 1859 a pojmenoval ho "Lake Nyasa". Okolí jezera se tak stalo součástí britského koloniálního panství a neslo název Nyasaland.